# Selton Mello
Selton Mello, né le 30 décembre 1972 à Passos, est un réalisateur et acteur brésilien.
Après des années passées à la télévision et au cinéma, Mello devient peu à peu une star dans son pays, remportant de nombreuses récompenses. Passé derrière la caméra en 2006, il réalise O Palhaço (en) en 2011, sélectionné pour représenter le Brésil aux Oscars 2013 dans la catégorie meilleur film en langue étrangère.

## Biographie
Apparaissant dans des séries ou telenovelas brésiliennes depuis ses débuts, Mello a développé une carrière au cinéma, au théâtre et à la télévision. Il réalise en 2008 son premier long métrage, December, remportant une vingtaine de prix dans divers festivals.
Il joue dans la mini-série A Mulher Invisível (en) qui remporte l'International Emmy Award de la meilleure comédie en 2012. L'année suivante, toujours à la télévision, il réalise l'ensemble des 80 épisodes de Sessão de Terapia (pt), l'adaptation brésilienne de la série israélienne BeTipul (déjà adaptée par HBO aux États-Unis sous le titre In Treatment).
Son deuxième film, O Palhaço (en) (2011), est choisi pour représenter le Brésil pour l'Oscar du meilleur film en langue étrangère en 2013, mais n'est finalement pas sélectionné pour la dernière shortlist. Le film remporte une fois encore un grand nombre de récompenses.
Il coécrit et réalise en 2016 O filme da minha vida, adapté du roman Un padre de película de l'écrivain chilien Antonio Skármeta (2010).

## Filmographie

### Acteur

#### Cinéma
- 1990 : Uma Escola Atrapalhada (pt) de Antônio Rangel : Renan
- 1994 : Lamarca (pt) de Sérgio Rezende : Ivan
- 1997 : Quatre jours en septembre (O que é isso, companheiro ?) de Bruno Barreto : Cezar / Oswaldo
- 1997 : Guerra de Canudos (pt) de Sérgio Rezende : Luís da Gama
- 1999 : O Auto da Compadecida de Guel Arraes : Chicó
- 2001 : Lavoura Arcaica de Luiz Fernando Carvalho : André
- 2001 : Caramuru - A Invenção do Brasil (pt) de Guel Arraes : Diogo Álvares Correia
- 2003 : Lisbela e o Prisioneiro (pt) de Guel Arraes : Leléu Antônio da Anunciação
- 2003 : Garotas do ABC (pt) de Carlos Reichenbach : Salesiano de Carvalho
- 2004 : Nina (pt) de Heitor Dhalia : namorado de Ana
- 2005 : O Coronel e o Lobisomem (pt) de Maurício Farias : Pernambuco Nogueira
- 2006 : Árido Movie (pt) de Lírio Ferreira : Bob
- 2007 : L'Herbe du rat (A Erva do rato) de Júlio Bressane : Lui
- 2007 : O Cheiro do Ralo (pt) de Heitor Dhalia : Lourenço
- 2008 : Os Desafinados (pt) de Walter Lima Jr. : Dico
- 2008 : Meu Nome Não É Johnny (pt) de Mauro Lima : João Guilherme Estrella
- 2009 : A Mulher Invisível (pt) de Cláudio Torres : Pedro
- 2009 : Jean Charles (pt) de Henrique Goldman : Jean Charles de Menezes
- 2010 : Federal (pt) de Erik de Castro : agent Dani
- 2010 : Lope de Andrucha Waddington : Marqués de Navas
- 2011 : Billi Pig (pt) de José Eduardo Belmonte : Wanderley
- 2012 : Reis e Ratos (pt) de Mauro Lima : Troy Somerset
- 2013 : Rio 2096: A Story of Love and Fury de Luiz Bolognesi : Immortal Warrior (voix)
- 2013 : Favelas (Trash) de Stephen Daldry : Frederico
- 2015 : My Hindu Friend de Héctor Babenco : un homme
- 2016 : Le Film de ma vie de Selton Mello : Paco
- 2024 : Je suis toujours là (Ainda Estou Aqui) de Walter Salles
- 2025 : Anaconda de Tom Gormican : Santiago Braga

#### Télévision
- 1992 : Pedra sobre Pedra (en) : Bruno
- 1993 : Olho no Olho (en) : Juca
- 1994 : Tropicaliente : Vítor Velásquez
- 1995 : A Próxima Vítima : Antônio Carlos Mestieri
- 1997 : A Indomada : Emanuel Faruk
- 1999-2000 : Força de um Desejo : Abelardo Sobral
- 2001 : Os Maias : João da Ega
- 2003 : Os Aspones (en) : Tales
- 2011 : A Mulher Invisível (en) : Pedro
- 2016 : Ligações Perigosasv (pt) : Augusto de Valmont

### Réalisateur
- 2006 : Quando o Tempo Cair (court métrage)
- 2008 : December (Feliz Natal) (également scénariste, monteur et producteur)
- 2011 : O Palhaço (pt) (également scénariste, monteur et producteur)
- 2012-2014 : Sessão de Terapia (pt) (série télévisée) (également producteur)
- 2016 : Le Film de ma vie (O filme da minha vida) (également scénariste)

## Distinctions

### Récompenses
- Prêmio Contigo TV 1998 : meilleur acteur dans un second rôle pour A Indomada

- Festival du film brésilien de Brasilia 2001 : meilleur acteur pour Lavoura Arcaica
- Festival du film de La Havane 2001 : meilleur acteur pour Lavoura Arcaica
- Festival du film latino-américain de Lima 2001 : meilleur acteur pour Lavoura Arcaica
- Festival du film latino-américain de Lleida 2001 : meilleur acteur pour Lavoura Arcaica
- Prêmio Qualidade Brasil 2001 : meilleur acteur pour Lavoura Arcaica et meilleur acteur dans un special de télévision pour Os Maias

- Grande Prêmio do Cinema Brasileiro 2004 : meilleur acteur pour Lisbela e o Prisioneiro

- Prêmio Contigo Cinema 2006 : prix du public du meilleur acteur dans un second rôle pour O Coronel e o Lobisomem
- Prêmio Qualidade Brasil 2006 : meilleur acteur dans un second rôle pour Árido Movie
- Festival international du film de Rio de Janeiro 2006 : meilleur acteur pour O Cheiro do Ralo

- Festival international du film de Guadalajara 2007 : meilleur acteur pour O Cheiro do Ralo
- CinePort 2007 : meilleur acteur dans un second rôle pour Árido Movie

- Troféu APCA 2008 : meilleur acteur pour O Cheiro do Ralo
- Festival du film de Paulínia 2008 : meilleur réalisateur pour Feliz Natal
- Festival du film brésilien de Miami 2008 : meilleur acteur pour Meu Nome Não É Johnny
- Prêmio Contigo Cinema 2008 : meilleur acteur pour Meu Nome Não É Johnny
- Prêmio Qualidade Brasil 2008 : meilleur acteur pour Meu Nome Não É Johnny

- CinePort 2009 : meilleur acteur pour Meu Nome Não É Johnny
- Grande Prêmio do Cinema Brasileiro 2009 : meilleur acteur pour Meu Nome Não É Johnny
- Festival du film brésilien de Los Angeles 2009 : meilleur réalisateur pour Feliz Natal

- Festival du film de Paulínia 2011 : meilleur réalisateur et meilleur scénario (avec Marcelo Vindicato) pour O Palhaço

- Festival du cinéma et de la télévision brésilien de Toronto 2012 : meilleur acteur pour O Palhaço
- Festival du film latino-américain de Huelva 2012 : prix du public pour O Palhaço
- Festival SESC Melhores Filmes 2012 : meilleur film, meilleur réalisateur et prix du public pour O Palhaço
- Grande Prêmio do Cinema Brasileiro 2012 : meilleur réalisateur, meilleur acteur, meilleur scénario (avec Marcelo Vindicato) et meilleur montage (avec Marilia Moraes) pour O Palhaço
- Prêmio ACIE de Cinema 2012 : meilleur film et Prêmio Blockbuster Brasil pour O Palhaço
- Prêmio Contigo Cinema 2012 : meilleur réalisateur et prix du public du meilleur acteur pour O Palhaço
- Troféu APCA 2012 : meilleur réalisateur pour O Palhaço

### Nominations
- Troféu Imprensa 1998 : meilleur acteur pour A Indomada

- Grande Prêmio do Cinema Brasileiro 2001 : meilleur acteur pour Lavoura Arcaica

- Prêmio Contigo TV 2002 : meilleur acteur dans un second rôle pour O Maias

- Prêmio ACIE de Cinema 2004 : meilleur acteur pour Lisbela e o Prisioneiro

- Prêmio Qualidade Brasil 2005 : meilleur acteur comique pour Os Aspones et meilleur acteur pour O Coronel e o Lobisomem

- Prêmio Contigo Cinema 2006 : meilleur acteur dans un second rôle pour O Coronel e o Lobisomem

- Grande Prêmio do Cinema Brasileiro 2007 : meilleur acteur pour Árido Movie
- Prêmio Contigo Cinema 2007 : meilleur acteur dans un second rôle pour Árido Movie
- Prêmio Qualidade Brasil 2007 : meilleur acteur pour O Cheiro do Ralo

- Grande Prêmio do Cinema Brasileiro 2008 : meilleur acteur pour O Cheiro do Ralo
- Prêmio ACIE de Cinema 2008 : meilleur acteur pour O Cheiro do Ralo

- Prêmio ACIE de Cinema 2009 : meilleur réalisateur et meilleur acteur pour Feliz Natal
- Prêmio Contigo Cinema 2009 : meilleur acteur pour Jean Charles

- Grande Prêmio do Cinema Brasileiro 2010 : meilleur acteur pour A Mulher Invisível et pour Jean Charles
- Prêmio ACIE de Cinema 2010 : meilleur acteur pour A Mulher Invisível
- Prêmio Qualidade Brasil 2010 : meilleur acteur dans une mini-série pour A Cura

- Prêmio Contigo TV 2011 : meilleur acteur dans une série pour A Cura
- Festival international du film de Chicago 2011 : meilleur nouveau réalisateur pour O Palhaço

- Prêmio ACIE de Cinema 2012 : meilleur acteur pour O Palhaço
- Prêmio Contigo Cinema 2012 : meilleur acteur et meilleur scénario (avec Marcelo Vindicato) pour O Palhaço
- Prêmio Contigo TV 2012 : meilleur acteur dans une série pour A Mulher Invisível